# Ahmed Elsenfawi
Ahmed Elsenfawi, né le 1er mai 2002, à Mansourah, est un coureur cycliste égyptien. Il participe à des compétitions sur route et sur piste. 

## Palmarès sur piste

### Championnats d'Afrique
- Pietermaritzburg 2019
  -  Médaillé d'argent du keirin juniors
- Le Caire 2020
  -  Champion d'Afrique du kilomètre juniors
  -  Champion d'Afrique du keirin juniors
  -  Médaillé d'argent de la poursuite par équipes juniors
  -  Médaillé d'argent de la vitesse juniors
  -  Médaillé de bronze de la vitesse par équipes juniors
- Le Caire 2021
  -  Médaillé d'argent de la vitesse par équipes
  -  Médaillé de bronze du keirin
- Abuja 2022
  -  Champion d'Afrique de vitesse par équipes (avec Ahmed Saad et Youssef Abouelhassan)
  -  Médaillé de bronze du kilomètre
  -  Médaillé de bronze de la poursuite par équipes
  -  Médaillé de bronze de la vitesse
- Le Caire 2025
  -  Médaillé d'argent de la poursuite par équipes

## Palmarès sur route

### Par année
- 2023
  - Marjan Cycling Challenge

### Classements mondiaux
| Année                                 | 2021  |
| ------------------------------------- | ----- |
| Classement mondial                    | 2123e |
| UCI Africa Tour                       | 107e  |
|                                       |       |
| Légende : nc = non classéSource : UCI |       |